# Howard Hubbard
Pour les articles homonymes, voir Hubbard.
Howard James Hubbard, né le 31 octobre 1938 à Troy (État de New York) et mort le 19 août 2023 à Albany (État de New York), est un prélat américain de l'Église catholique, évêque du diocèse catholique d'Albany dans l'État de New York de 1977 à 2014.

## Biographie
Howard Hubbard est né le 31 octobre 1938 à Troy, New York, de Howard et Elizabeth Hubbard. Il fréquente l'école St. Patrick et La Salle Institute (en) à Troye, entrant au séminaire Mater Christi en 1956. Il poursuit ses études au séminaire Saint-Joseph (en) à Yonkers, New York, obtenant un baccalauréat en philosophie (en) . Il fréquente ensuite l'université pontificale grégorienne de Rome.

## Prêtrise
À Rome, Hubbard est ordonné prêtre du diocèse d'Albany par l'archevêque Martin John O'Connor (en) le 18 décembre 1963.
Il entreprend alors des études supérieures dans le domaine des services sociaux à l'université catholique d'Amérique à Washington, DC.
Après son ordination, Hubbard sert comme vicaire à New York, dans les paroisses Saint-Joseph de Schenectady et de l'Immaculée Conception d'Albany. Hubbard a également fondé Hope House, un centre de désintoxication et Providence House , un centre d'intervention en cas de crise, et a servi comme « prêtre de rue ».
Il est vicaire général du diocèse de 1976 à 1977.

### Évêque
Le 2 février 1977, Hubbard est nommé évêque du diocèse d'Albany par le pape Paul VI. Il reçoit sa consécration épiscopale le 27 mars 1977. Il était à l'époque le plus jeune évêque du pays et était surnommé « le jeune évêque ».
Hubbard est alors président du comité de la Conférence des évêques catholiques des États-Unis (USCCB) pour la justice internationale et la paix. Il siège également à d'autres comités épiscopaux nationaux, notamment les comités sur les valeurs humaines, le mariage et la famille, la communication, les laïcs et le Collège nord-américain.
Hubbard est nommé par le pape Jean-Paul II au Secrétariat du Vatican pour les non-chrétiens (plus tard connu sous le nom de Dicastère pour le dialogue interreligieux). Il était un partisan du mouvement œcuménique, en tant que coprésident catholique romain de la Consultation orthodoxe orientale-catholique romaine. Sous sa direction en tant qu'évêque, le diocèse d'Albany a maintenu un dialogue catholique-juif actif.
Au cours de son mandat d'évêque, Hubbard a présidé un projet de rénovation de près de 20 millions de dollars à la cathédrale de l'Immaculée Conception. Il a également dirigé un processus de consolidation paroissiale — connu sous le nom de « Called to BE Church » — qui a abouti à la fermeture de 33 paroisses.
En 1985, il intente une action en justice pour empêcher l'ouverture de cliniques fournissant des services d'avortement aux femmes à Albany et à Hudson, New York.
Hubbard avait la réputation d'un évêque libéral,. Il était connu pour ses opinions progressistes sur la toxicomanie et la population carcérale, pour son plaidoyer en faveur de questions de justice sociale parfois impopulaires et pour ses actions contre la pauvreté.
En devenant évêque, Hubbard a vendu une grande résidence épiscopale où les évêques précédents avaient vécu avec un personnel domestique. Il a également renoncé à avoir une voiture et un chauffeur.
En 1992, il commence à vivre « dans une simplicité presque monastique dans un bâtiment en brique indescriptible et trapu » en face de la cathédrale de l'Immaculée Conception.
À partir de 2013, Hubbard aurait perçu un salaire annuel de 33 508 dollars, le même salaire que n'importe quel prêtre diocésain ayant un nombre similaire d'années de service.

## Agressions sexuelles
Howard Hubbard est accusé à plusieurs reprises d'agressions sexuelles. Il réfute ces allégations, affirmant n'avoir jamais abusé de personne.
En février 2004, Hubbard est accusé d'avoir eu des activités homosexuelles avec deux hommes différents dans les années 1970. Hubbard nie les deux accusations et affirme qu'il n'a jamais rompu son vœu de célibat. Le diocèse embauche alors l'ancienne procureure américaine Mary Jo White pour enquêter.
En juin 2004, White publie un rapport de 200 pages déclarant qu'elle n'avait trouvé « aucune preuve que Hubbard menait une vie homosexuelle, s'engageait dans des relations homosexuelles ou fréquentait des bars gays, ». White indique aussi que son équipe d'enquête avait examiné plus de 20 000 documents et mené plus de 300 entretiens dans le cadre de l'enquête Hubbard.
Le 14 août 2019, un autre homme intente une action civile accusant Hubbard d'avoir abusé sexuellement du plaignant alors qu'il avait 16 ans dans les années 1990,. Le 16 août 2019, Hubbard répond : « En toute confiance, je peux dire que cette allégation est fausse. Je n'ai jamais agressé sexuellement quelqu'un de ma vie. J'ai confiance dans les lois canoniques et civiles. processus et je crois que mon nom sera blanchi en temps voulu. ». Hubbard annonce également qu'il prend un congé volontaire du ministère public jusqu'à ce que l'affaire soit résolue.
Le 16 septembre 2019, une femme anonyme déclare que Hubbard et deux autres prêtres l'avaient agressée sexuellement au presbytère de l'église Immaculée Conception à Schenectady à la fin des années 1970, alors qu'elle était adolescente. Hubbard a également nié cette accusation.
Le 12 août 2020, c'est un résident de Caroline du Sud qui accuse Hubbard d'abus sexuels sur des enfants dans le cadre d'un procès déposé auprès de la Cour suprême de New York. Le demandeur a allégué que Hubbard l'avait agressé sexuellement alors qu'il avait dix ans lors d'une excursion à West Point en 1975. L'agression aurait eu lieu dans un bus de la paroisse vide. Le plaignant déclare que lorsqu'il a commencé à se sentir malade à West Point, Hubbard l'aurait reconduit au bus pour se reposer. Encore une fois, Hubbard a nié les accusations.
En avril 2021, Howard Hubbard indique, devant la cour suprême de l’État de New York, que de 1977 à 2002, il est informé d’abus sexuels commis sur des mineurs par des membres de l'Église catholique. Il changeait alors de paroisse les prêtres incriminés sans les dénoncer à la police ni les renvoyer.

## Mariage et mort
En novembre 2022, Howard Hubbard demande au pape François d’être renvoyé de l’état clérical pour pouvoir se marier. Malgré le refus de l'Église, il épouse civilement une femme nommée Jennifer Barrie en juillet 2023,.
Il meurt d'un accident vasculaire cérébral (AVC) un mois plus tard, le 19 août 2023, à l'âge de 84 ans.